# 弗里桑科
弗里桑科（義大利語：Frisanco），是意大利波代诺内省的一个市镇。总面积61平方公里，人口695人，人口密度11.4人/平方公里（2009年）。ISTAT代码为093024。